# Polichna Pierwsza
Polichna Pierwsza (d. Polichna Dolna-Kolonia) – wieś w Polsce, położona w województwie lubelskim, w powiecie kraśnickim, w gminie Szastarka.
W latach 1975–1998 Polichna Pierwsza administracyjnie należała do województwa tarnobrzeskiego.
Przed 2023 r. miejscowość była częścią wsi Polichna.
Wieś jest sołectwem gminy Szastarka. Na koniec 2021 roku sołectwo liczyło 243 mieszkańców.
Wierni Kościoła rzymskokatolickiego należą do parafii św. Jana Marii Vianneya w Polichnie.